# یک تماس ازدست‌رفته (فیلم ۲۰۰۳)
یک تماس ازدست‌رفته (به ژاپنی: 着信アリ) (به انگلیسی: One Missed Call) فیلمی ژاپنی در سبک ترسناک به کارگردانی تاکاشی میکه است که در سال ۲۰۰۳ منتشر شد. از بازیگران آن می‌توان به کو شیباساکی، آنا ناگاتا و رنجی ایشیباشی اشاره کرد. در فوریه ۲۰۲۰ ارو فیلمز یک تماس ازدست‌رفته را روی بلوری در بریتانیا، ایالات متحده و کانادا منتشر کرد.
در سال ۲۰۰۸ این فیلم توسط کمپانی برادران وارنر در آمریکا بازسازی شد که با نقدهای منفی از سوی منتقدان مواجه گشت.

## داستان
داستان فیلم در مورد یک دانشجوی رشته روانشناسی به اسم یومی ناکامورا است که دوستش یوکو یک پیام صوتی عجیب از شماره خودش در گوشی موبایلش دریافت می‌کند. تاریخ پیام متعلق به دو روز آینده است و یوکو در آن صدای فریادهای خودش را می‌شنود. پس از اینکه یوکو به شکلی مرموز می‌میرد، مرگ او باعث پیش آمدن زنجیره‌ای از اتفاقات می‌شود که در نتیجه آن‌ها یومی می‌فهمد که این پدیده خیلی پیش از اینکه یوکو پیامی ناشناس از آینده خودش دریافت کند در تمام ژاپن گسترش داشته‌است. وقتی که یومی پیامی با زمان و تاریخ مرگ خودش دریافت می‌کند تلاش به نجات خودش و شناختن ایده‌ها و فعالیت‌های پشت پرده می‌کند.